# Maddison McKibbin
Maddison McKibbin (Honolulu, 16 novembre 1990) è un giocatore di beach volley ed ex pallavolista statunitense.
Giocava nel ruolo di schiacciatore e opposto.

## Carriera

### Pallavolo
La carriera di Maddison McKibbin, fratello minore dell'ex pallavolista e giocatore di beach volley Riley McKibbin, inizia nei tornei scolastici hawaiani con la Punahou School. Dopo il diploma gioca nella squadra della University of Southern California: milita quindi nella NCAA Division I dal 2010 al 2014, raggiungendo due final 4 consecutive e disputando la finale nazionale durante il suo junior year.
Nel campionato 2014-15 firma il suo primo contratto professionistico col Lamia, nella Volley League greca, dove resta tuttavia solo fino a dicembre, abbandonando così la carriera indoor.

### Beach volley
Dopo aver lasciato la pallavolo, gioca nel circuito AVP in coppia col fratello Riley.